# Фрасилеонт
«Фрасилеонт» (др.-греч. Θρασυλέων) — комедия древнегреческого драматурга Менандра (IV—III века до н. э.), текст которой сохранился фрагментарно в виде ряда цитат, приведённых другими античными авторами. Время написания и постановки пьесы неизвестно.
Заглавный персонаж — воин, которого позднеантичные авторы считали идеальным примером грубияна и неотёсанного человека. Исследователи констатируют, что в сохранившихся обрывках текста нет ничего, что подтверждало бы такие оценки.